# Majdan (rejon kowelski)
Majdan (ukr. Майдан) – wieś na Ukrainie w rejonie kowelskim obwodu wołyńskiego.
W czasie okupacji niemieckiej mieszkające tutaj ukraińskie małżeństwo Jarmoluków wychowywało odnalezione żydowskie niemowlę, dziewczynkę z rodziny Leikaczów. W 1986 roku Instytut Jad Waszem uhonorował za to Ołeksandra i Wasyłynę Jarmoluków tytułami Sprawiedliwych wśród Narodów Świata.